# العدن (الحرث)

تعديل مصدري - تعديل

العدن محلة تابعة لقرية حصن رقب، التابعة لعزلة الحرث بمديرية بعدان إحدى مديريات محافظة إب في الجمهورية اليمنية، بلغ تعداد سكانها 73 حسب تعداد اليمن لعام 2004.